# Bracha Lavee
Bracha Lavee (ur. 1948 w Polsce) – izraelska artystka plastyczka, malarka.
Urodziła się w Polsce jako Bracha Brym, już w dzieciństwie wykazywała duże uzdolnienia plastyczne. Jej rodzina w 1957 wyjechała do Izraela i zamieszkała w Tyberiadzie. W 1970 ukończyła szkołę średnią i przeszła wyszkolenie wojskowe, a następnie rozpoczęła studia w Akademii Sztuki Besaleel w Jerozolimie, gdzie poznała przyszłego męża Menachema Lavee, który również jest artystą plastykiem. Wiele projektów realizują razem. Bracha Lavee tworzy gobeliny, dekoracje z barwnego filcu oraz maluje. Tematem jej prac są sceny biblijne oraz Jerozolima i Izrael.